# فرضية عدد لوبيغ
في الطوبولوجيا، فرضية عدد لوبيغ (بالإنجليزية: Lebesgue's number lemma)، نسبة إلى هنري لوبيغ، هي أداة مفيدة في دراسة فضاءات مترية مدمجة. وتنص هذه الفرضية على:
إذا كان الفضاء المتري (X, d) مدمجًا ويتم إعطاء غطاء مفتوح لـ X، فعندئذٍ سيوجد عدد δ> 0 بحيث يكون لكل مجموعة فرعية من X قطر أقل من δ مضمنًا في بعض أعضاء الغطاء.
مثل هذا الرقم δ يُسمى عدد لوبيغ الخاص بهذا الغطاء. وفكرة عدد ليبيسج نفسها مفيدة في تطبيقات أخرى أيضًا.